# Can Garrofa (Sarral)
Can Garrofa és una obra de Sarral (Conca de Barberà) inclosa a l'Inventari del Patrimoni Arquitectònic de Catalunya.

## Descripció
Edifici construït l'any 1926, moment en què l'arquitectura que es practicava a casa nostra, especialment la que es feia lluny dels centres culturals, es movia en els límits de l'eclecticisme, després de la pràctica desaparició del modernisme i el poc arrelament del noucentisme com estil arquitectònic. L'estructura bàsica és la típica heretada del segle xix, però transformada amb un important mirador amb coberta de perfil ondulat.
Aquest mirador reposa sobre una columna i dos arcs, que fan desaparèixer l'angle de l'edifici. Cal remarcar també la porta amb llinda d'inspiració gòtica.